# يوركاس سيتاريديس
جورجيوس «يوركاس» سيتاريديس (باليونانية: Γιούρκας Σεϊταρίδης)‏، من مواليد 4 يونيو 1981 في أثينا في اليونان، لاعب كرة قدم يوناني.
بدأ مسيرته الكروية مع نادي جيانينا في عام 1998، ولعب معهم حتى عام 2001، وشارك معهم في 40 مباراة وسجل 5 أهداف، وفي عام 2001 انتقل إلى نادي باناثنايكوس، ولعب معهم حتى عام 2004، وشارك معهم في 77 مباراة، وفي موسم 2004/2005 انتقل إلى نادي بورتو البرتغال، ولعب معهم 23 مباراة، وفي موسم 2005/2006 انتقل إلى نادي دينامو موسكو الروسي، ولعب معهم 8 مباريات، ومنذ عام 2006 وهو يلعب مع نادي أتلتيكو مدريد الإسباني.
و هو يلعب مع منتخب اليونان لكرة القدم.

## مسيرته الكروية
لعب يوركاس سيتاريديس خلال مسيرته الاحترافية مع 5 أندية في سبعة عشر موسمًا وسجل خلالها 6 أهداف ضمن 247 مباراة. حيث فاز في موسمين بالكأس وفي موسمين بالدوري.
خاض يوركاس سيتاريديس مسيرته مع نادي باس جيانينا في موسم 1998–99 واستمر معه طيلة ثلاثة مواسم، مشاركًا في 40 مباراة سجل خلالها 5 أهداف. ثم انتقل إلى نادي باناثينايكوس في موسم 2000–01 في المرة الأولى ليلعب معه أربعة مواسم ثم في موسم 2009–10 ليلعب معه أربعة مواسم، حيث شارك طوالها في 116 مباراة سجل خلالها هدفًا واحدًا. لينتقل بعدها إلى نادي بورتو في موسم 2004–05 لمدة موسم واحد، مشاركًا في 23 مباراة ولم يسجل أي هدف. ثم انتقل إلى نادي دينامو موسكو في عامي 2005-2007 ولمدة موسمين، مشاركًا في 9 مباريات ولم يسجل أي هدف أيضًا. هذا وانتقل لاحقًا إلى نادي أتلتيكو مدريد في موسم 2006–07 واستمر معه طيلة ثلاثة مواسم، مشاركًا في 59 مباراة ولم يسجل أي هدف أيضًا.

## روابط خارجية
- يوركاس سيتاريديس على موقع الاتحاد الدولي (مؤرشف)  (الإنجليزية)
- يوركاس سيتاريديس على موقع الاتحاد الأوربي (الإنجليزية)
- يوركاس سيتاريديس على موقع قاعدة بيانات كرة القدم.إي يو (الإنجليزية)
- يوركاس سيتاريديس على موقع ناشيونال فوتبول تيمز (الإنجليزية)
- يوركاس سيتاريديس على موقع Soccerway.com (الإنجليزية)
- يوركاس سيتاريديس على موقع عالم كرة القدم.نت (الإنجليزية)
- يوركاس سيتاريديس على موقع AS.com (الإسبانية)